# اریترین ایرلاینز
اریترین ایرلاینز (به انگلیسی: Eritrean Airlines) یک شرکت هواپیمایی با کد یاتا B8 است که در تاریخ ۱۹۹۱ میلادی تأسیس شده و در تاریخ آوریل ۲۰۰۳ فعالیتش را آغاز کرده‌است.
دفتر مرکزی اریترین ایرلاینز در اسمره، اریتره واقع شده‌است و قطب این شرکت هواپیمایی در فرودگاه بین‌المللی اسمره قرار دارد و به ۵ مقصد، پرواز مستقیم انجام می‌دهد.

## مقصدهای پروازی
تا تاریخ نوامبر ۲۰۱۵ مقصدهای پروازی اریترین ایرلاینز به شرح زیر است:
| کشور              | شهر         | فرودگاه                             | توضیحات    | ارجاعات |
| ----------------- | ----------- | ----------------------------------- | ---------- | ------- |
| مصر               | قاهره       | فرودگاه بین‌المللی قاهره             | —          | [ ۱ ]   |
| اریتره            | اسمره       | فرودگاه بین‌المللی اسمره             | قطب        | [ ۱ ]   |
| آلمان             | فرانکفورت   | فرودگاه بین‌المللی فرانکفورت         | پایان‌یافته | [ ۲ ]   |
| ایتالیا           | میلان       | فرودگاه میلانو مالپنسا              | —          | [ ۱ ]   |
| ایتالیا           | رم          | فرودگاه لئوناردو دا وینچی-فیومیچینو | پایان‌یافته | [ ۲ ]   |
| عربستان سعودی     | جده         | فرودگاه بین‌المللی ملک عبدالعزیز     | —          | [ ۱ ]   |
| آفریقای جنوبی     | کیپ‌تاون     | فرودگاه بین‌المللی کیپ‌تاون           | پایان‌یافته | [ ۳ ]   |
| آفریقای جنوبی     | ژوهانسبورگ  | فرودگاه بین‌المللی اولیور تامبو      | پایان‌یافته | [ ۳ ]   |
| سودان             | خرطوم (شهر) | فرودگاه بین‌المللی خرطوم             | —          | [ ۱ ]   |
| سودان             | بور سودان   | فرودگاه بین‌المللی پورت سودان        | پایان‌یافته | [ ۴ ]   |
| امارات متحده عربی | شهر دبی     | فرودگاه بین‌المللی دوبی              | —          | [ ۱ ]   |

## ناوگان هوایی

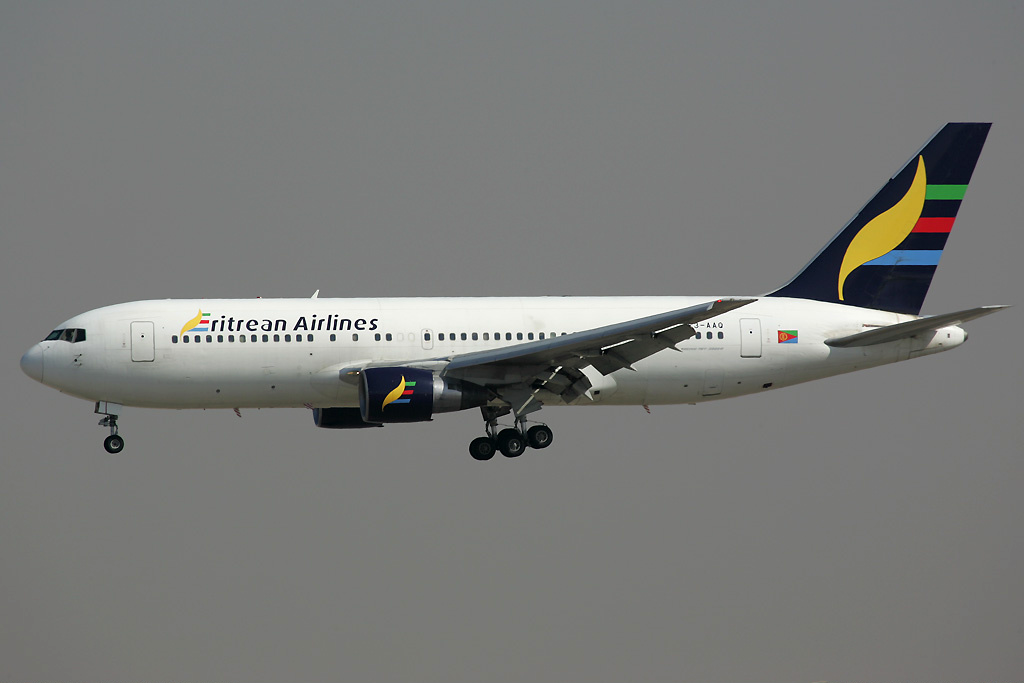
یک فروند بوئینگ ۷۶۷ اریترین ایرلاینز در فرودگاه بین‌المللی دوبی، در سال ۲۰۰۵ میلادی.

تا تاریخ ژوئن ۲۰۱۵ ناوگان هوایی اریترین ایرلاینز به شرح زیر است:
- ۱ فروند بوئینگ ۷۳۷ کلاسیک
- ۱ فروند بوئینگ ۷۶۷

### ناوگان هوایی پیشین
ناوگان هوایی پیشین اریترین ایرلاینز به شرح زیر بود:
- خانواده ایرباس ای۳۲۰
- خانواده ایرباس ای۳۲۰[۷]
- بوئینگ ۷۵۷
- بوئینگ ۷۶۷
- مک‌دانل داگلاس ام‌دی-۸۰